# Томашов-Мазовецкий (гмина)
Томашув-Мазовецки (пол. Tomaszów Mazowiecki) — сельская гмина (волость) в Польше, входит как административная единица в Томашувский повет, Лодзинское воеводство. Население — 9663 человека (на 2004 год).

## Сельские округа
1. Цеканув
2. Хоженцин
3. Цебловице-Дуже
4. Цебловице-Мале
5. Домброва
6. Годашевице
7. Ядвигув
8. Каролинув
9. Коморув
10. Квяткувка
11. Лазиско
12. Небрув
13. Слугоцице
14. Смардзевице
15. Свольшевице-Мале
16. Свиньско
17. Треста-Жондова
18. Тварда
19. Вонвал
20. Вядерно
21. Заборув-Други
22. Заборув-Первши
23. Завада
24. Завада-Колёня
25. Елень

## Соседние гмины
1. Гмина Иновлудз
2. Гмина Любохня
3. Гмина Мнишкув
4. Гмина Славно
5. Томашув-Мазовецки
6. Гмина Уязд
7. Гмина Вольбуж